# سيون (سويسرا)
سيون (بالفرنسية: Sion)‏ هي مدينة وبلدية تقع في كانتون فاليز في سويسرا، وهي عاصمة كانتون فاليز. يقدر عدد سكانها بـ 29,304 نسمة .

## المدن التوأمة
لـ سيون اتفاقيات توأمة مع:
- Colón،  الأرجنتين
- فيلبي،  الولايات المتحدة

## أعلام
- فرنسوا آدم
- ميخائيل بيرير
- جوني ليوني
- فلاديمير دركوفيتش
- والتر لومان
- ستيفان أودري
- هرمان جيجير
- أليكساندر ري
- فرنسواس إسحاق دي ريفاز
- آلان جيجر